# Angel Doolas
Angel Doolas (* 10. Juni 1978 als Devon Douglas in Kingston, Jamaika) ist ein jamaikanischer Reggae- und Dancehall-Singjay.

## Biografie
Angel Doolas ist vor allem bekannt für seine häufige Zusammenarbeit mit verschiedenen jamaikanischen Dancehall-Deejays. Wobei Doolas so gut wie immer den Gesangspart übernimmt. Entdeckt und gefördert wurde er von dem jamaikanischen Deejay Bounty Killer, mit dem er zusammen mit dem Singjay Nitty Kutchie 1993 die erste Single veröffentlichte. Nach weiteren Zusammenarbeiten mit verschiedenen Künstlern erschien ein Jahr darauf die erste Solo-Veröffentlichung. Trotz vieler Erfolge und mehrerer Touren durch Europa und Nordamerika hat Angel Doolas in seiner mehr als 20-jährigen Karriere bisher kein eigenes Album veröffentlicht.

## Diskografie

### Singles, Dubplates
- 1994 – Shake That Thing – Maximum Sound
- 1997 – 90's Kind Of World – Jammy's Records
- 1997 – Charge Mi Fe De Weed – Jammy's Records
- 1997 – I Don't Know – Jammy's Records
- 1997 – Tight Zum Zum – Main St.
- 1998 – Gwaan Dawn – Pure & Clean
- 1998 – Fail – Jammy's Records
- 1998 – Whatever – Jammy's Records
- 1998 – We Are Bionic – Erruption
- 1999 – Double Up – CJ Records
- 1999 – Gal Fi Get Burn – Mentally Disturbed
- 1999 – I Know My Friend – How Yu Fi Sey Dat?-Records
- 1999 – It Ago Red – Baby Giant Records
- 2000 – Forever Strong – Jammy's Records
- 2001 – Show me please – John John Records
- 2002 – Dalla Sign – CJ Records
- 2002 – Don't Turn Away – Real Music
- 2003 – Addicted – 40/40 Productions
- 2003 – Bombs Away – Baby G
- 2003 – Girl Have It Hard – VP Records
- 2003 – Only Jealousy – Luv4Reel Records
- 2003 – Look Fi Di Gal Dem – Jet Star / Charm
- 2003 – Mama's Child – John Shop
- 2003 – Never – Mentally Disturbed
- 2004 – Good Loving – Richie Sweeper
- 2004 – Rain Or Shine – Hi-Score Music
- 2004 – Shake That Thing – Maximum Sound
- 2004 – Rain Or Shine – Hi-Score Music
- 2005 – Don't Hurt Yourself – Jam II Records
- 2005 – Get To Work – Ahrrar Records
- 2005 – Tek It Off – Greensleeves Records
- 2007 – Look A Girl – Jam II Records
- 2008 – Where Is The Love? – Hype Vibez Production
- 2009 – Trickster – John John Records
- 2011 – Da Zone Deh – Echo One
- 2013 – ATM Card – Yard Vybz Ent.
- 2013 – Dawn Of A New Day – NF Production

### Zusammenarbeit mit anderen Künstlern
- 1993 – Georgie Porgie (feat. Bounty Killer & Nitty Kutchie) – Kingston 11, Charm
- 1993 – Border Line (feat. Ninjaman) – John John Records
- 1994 – Go Away (feat. Bounty Killer & Nitty Kutchie) – Kingston 11
- 1994 – Digging A Grave (feat. Black Mice) – Kingston 11
- 1994 – Dem Can't Stop The Dance (feat. Bounty Killer) – Champion Records
- 1995 – Reggae Jam (feat. Nitty Kutchie) – Jammy's Records
- 1996 – You've Got Me Waiting (feat. Bounty Killer & Nitty Kutchie) – Greensleeves Records
- 1997 – Hottie Hottie Boom Flex (feat. Captain Barky) – Jammy's Records
- 1997 – I Remember (feat. Bounty Killer & Nitty Kutchie) – Price Less
- 1997 – Girlie Girlie (feat. Captain Barky) – Stone Love Music
- 1997 – Millionaire (feat. Galaxy P.) – King Flyer
- 1997 – Ambition (feat. Captain Barkey & Wickerman) – Greensleeves Records
- 1998 – Jiggy (feat. Future Troubles) – Big Jeans Records
- 1998 – Some Gal Have No Where To Live (feat. Captain Barky) – Arrows Records
- 1998 – Top Shatta (feat. Nitty Kutchie) – Colin Fat Records
- 1998 – She Is Mine (feat. Captain Barkey) – Dynamite Records
- 1999 – Skettel Tune (feat. Beenie Man) – Greensleeves Records
- 1999 – Real Bad Man (feat. Captain Barkey) – Digital B
- 2000 – Deh Yah (feat. Captain Barkey) – Top Nail
- 2002 – In A Diesel (feat. Bounty Killer) – Rattler Records
- 2002 – Chicken Head (feat. Bounty Killer) – Rattler Records
- 2002 – Fitness (feat. Bounty Killer) – Awful Music
- 2003 – Mek Sure Yuh Prepare Tonight (feat. Buju Banton & Lady Saw) – Gargamel Records
- 2003 – Nah Force (feat. Bounty Killer) – White Label
- 2003 – Gal Turn Me On (feat. Bounty Killer) – VP Records
- 2003 – Pum Pum (feat. Bounty Killer) – Big Jeans Records
- 2003 – Under Age (feat. Bounty Killer & Spragga Benz) – John John Records
- 2004 – Walk D Walk (feat. Bounty Killer) – John John Records
- 2004 – Walk Out (feat. Bounty Killer) – John John Records
- 2004 – Good Wood (feat. Galaxy P.) – PG Music
- 2004 – World Wide (feat. Jagwa) – Baby G Productions
- 2004 – Pray To The Father (feat. Zumjay) – Jamstyle Records
- 2005 – Girl You Have It All (feat. Ghetto Max) – V1 / Vasco
- 2005 – Show It Off (feat. Baby G) – John John Records
- 2006 – Di Gun Dem (feat. Rasta Youth) – John John Records
- 2006 – Nuh Man Problem (feat. Baby G) – John John Records
- 2006 – Not Me (feat. Bounty Killer) – John John Records
- 2008 – From Di Youth Dem Heart (feat. Bounty Killer & Fiona) – Baby G Productions
- 2011 – Inahle Exhale (feat. Bounty Killer) – Payday Music
- 2012 – Who Name Big Wayne (feat. Big Wayne) – Antz Ness Music
- 2013 – Foul Play (feat. Chuck Fenda) – John John Records
- 2013 – Reach Fast (feat. Bounty Killer) – Good Good Productions